# M26 Pershing
M26 Pershing er en amerikansk tung kampvogn, der var i brug under 2. verdenskrig og under Koreakrigen. Den er opkaldt efter general John J. Pershing.
Den blev udviklet til at erstatte kampvognen M4 Sherman, der viste sig mindre effektiv i kamp mod de tyske kampvogne i forhold til ildstyrke og pansring.  Udviklingen af M26 Pershing trak dog ud, og ved afslutningen af 2. verdenskrig var blot ankommet 310 M26 Pershing-kampvogne til Europa, og af disse var det blot et fåtal, der kom i kamp. 
Den blev efter krigen USA's standardkampvogn, men blev allerede under Koreakrigen udfaset til fordel af M48 Patton.
| Militær | Spire Denne artikel om militær er en spire som bør udbygges. Du er velkommen til at hjælpe Wikipedia ved at udvide den. |